# ۱۵۸۹ (میلادی)
۱۵۸۹ (میلادی) هزار و پانصد و هشتاد و نهمین سال تقویم میلادی است.

## درگذشتگان
‎